# Sophie (Comic)
Sophie war eine belgische Comicserie, die ursprünglich von Vicq geschrieben und von Jidéhem mitgeschrieben und gezeichnet wurde. Die Serie folgt den Abenteuern eines jungen Mädchens und wurde zwischen 1964 und 1994 in Spirou vorveröffentlicht. Die Serie war die erste Comicserie in Spirou mit einer weiblichen Hauptfigur.

## Geschichte
Sophie war ursprünglich ein Nebencharakter in Jidéhem's Starter, einer Kolumne, die den Automobilen in Spirou gewidmet war. Starter zeigte die Abenteuer eines jungen Mechanikers und seiner jungen Begleiterin namens Sophie. Als die Leser mehr Interesse an Sophie als an Starter zeigten, erhielt sie ihre eigene Serie.

## Charaktere

### Sophie Karamazout
Sophie Karamazout ist ein süßes und hübsches kleines Mädchen, das von ihrem Vater, Herrn Karamazout, mit den Zutaten „Zucker, Gewürze und alles, was schön ist“ kreiert wurde. Sie lebte mit ihrem Vater und ihrem Butler in einer riesigen Villa in einer ruhigen Gegend außerhalb der Stadt. Sie trägt ihre langen Haare immer zu zwei Schwänzen, die von einer Schleife zusammengehalten werden. Sophie ist ein Mädchen, das die Eleganz und Schönheit einer jungen Frau hat. Wie die meisten Mädchen und Frauen hat sie einen großen Kleiderschrank mit sehr femininen Kleidern. Im Gegensatz zu vielen Comicfiguren hat Sophie kein fixes Outfit. Als Tochter eines Elektroingenieurs ist sie nicht nur intelligent, sondern auch sehr charmant. Sie nutzt ihren weiblichen Charme oft, um Männer von ihrem Recht zu überzeugen oder ihren Willen durchsetzen zu können. Sie tut es jedoch nie aus Eigennutz. Sophie hasst Ungerechtigkeit und will immer anderen helfen. Sie mag auch keine Gewalt und ermutigt andere, gewaltfreie Lösungen zu finden.

### Herr Karamazout
Herr Karamazout ist der Vater von Sophie und Elektroingenieur von Beruf. Er hat blonde Haare und trägt eine Brille. Zusammen mit seiner Tochter und ihrem Butler Joseph wohnen sie in einer Villa in einer ruhigen Gegend außerhalb der Stadt. An diesem ruhigen Ort kann er sich auf neue Erfindungen einlassen, die oft von einer großen Firma in Auftrag gegeben werden. Seine berühmtesten Erfindungen sind: das Ei, die Glocke der Stille und der Strahl KA. Diese Erfindungen oft das Ziel gieriger Banditen. Manchmal ist er so in seine Arbeit vertieft, dass er nicht merkt, dass seine Tochter wieder auf Abenteuer auszieht. Er raucht gern Pfeife. Sein Vorname wird nicht genannt.

### Joseph
Joseph ist Butler bei der Familie Karamazout. Er kocht, pflegt das Haus und fungiert als Taxifahrer.

### Starter
Starter hat dunkles Haar und trägt normalerweise ein hellblaues Hemd, hellblaue Hosen und weiße Schuhe. Er ist von Beruf Mechaniker. Für Spirou arbeitet er aufgrund seiner hervorragenden fahrerischen Fähigkeiten als Testfahrer für Autos.

### Pipette
Pipette ist Starters bester Freund, mit dem er zusammen wohnt. Er arbeitet als Testfahrer für Spirou, jedoch mit zweirädrigen Kraftfahrzeugen. Pipette ist vom Temperament her das Gegenteil von Starter. Wenn Starter eher ruhig und nachdenklich ist, ist Pipette ungestüm und ungeschickt. Es ist ziemlich erregbar, besonders wenn sich Leute (besonders Sophie) über ihn lustig machen. Trotzdem ist er immer bereit, den Bedürftigen zu helfen. Er ist ein freundlicher Mann, der gerne gut isst und etwas trinkt. Pipette trägt normalerweise ein grünes Hemd und eine braune Hose. Er wird von Sophie manchmal liebevoll „Onkel Pipette“ genannt. Genau wie bei Starter wird sein Nachname nicht erwähnt.

### Bernard
Bernard ist Sophies beste Freundin und ein oder zwei Jahre jünger als sie. Sie tritt meistens in Sophies kürzeren Abenteuern auf. Sie hat oftmals Angst und wendet sich an Sophie um Hilfe. Bernard kann sehr laut schreien und wird oft mit einer Meerjungfrau verglichen. Bernard wird in einigen früheren Geschichten Harrietje genannt.

### Zoé
Zoe ist ein dunkles, intelligentes Auto mit eigenem Willen. Sein Erbauer, Mr. Buis, hat ihm ein elektronisches Gehirn gegeben. Zoé hat einen Benzinmotor, könnte aber auch mit anderen Kraftstoffen fahren. Bekommt er kein Benzin der Marke „Super“, drückt er seine Unzufriedenheit angemessen aus. Nach dem Tod von Herrn Buis geht Zoé in den Besitz von Pieters über. Zoe ist vom VW-Käfer Herbie inspiriert.

## Veröffentlichungen
1964 erschien die Geschichte L'Œuf de Karamazout in den Ausgaben 1345 bis 1365 von Spirou. Es wurden kontinuierlich immer wieder einzelne Geschichten von Sophie veröffentlicht. Die Letzte war 1994 Het graf in de grot in den Ausgaben 2948 bis 2957. Parallel dazu wurden zwischen 1968 und 1995 20 Einzelbände im Hardcover veröffentlicht. Zwischen 2013 und 2019 wurden mehrere Sammelbände veröffentlicht.
In Deutschland erschien der Comic erstmals 1970 als Die lustige Lilli in den Taschenbüchern Kauka Comic und Fix und Foxi extra, von 1975 bis 1977 auch im Fix-und-Foxi-Heft. Der Reiner Feest Verlag veröffentlichte ab 1987 acht Alben als Ein Abenteuer von Sophie.
Bei Sallek erschien eine deutschsprachige Gesamtausgabe in fünf Bänden.
| Alben  | Alben                                   | Alben       | Alben      | Alben                            | Alben                  |
| Nummer | Titel                                   | Erstausgabe | Neuauflage | Originaltitel                    | Anzahl der Geschichten |
| ------ | --------------------------------------- | ----------- | ---------- | -------------------------------- | ---------------------- |
| 1      | Het ei van Karapolie                    | 1968        | 1980       | L'Œuf de Karamazout              | 2                      |
| 2      | De bel der stilte                       | 1968        | 1980       | La Bulle du silence              | 2                      |
| 3      | Gelukkige Sophie 1ste serie             | 1969        | 1981       | Les Bonheurs de Sophie, 1e série | 8                      |
| 4      | Zoef voelt zich bedreigd                | 1970        | 1981       | Qui fait peur à Zoé?             | 2                      |
| 5      | Sophie en de KA-straal                  | 1971        | 1981       | Sophie et le Rayon Kâ            | 2                      |
| 6      | Het huis aan de overkant                | 1972        | 1982       | La Maison d'en face              | 1                      |
| 7      | Sophie en het pratende blok             | 1972        | 1982       | Sophie et le Cube qui parle      | 2                      |
| 8      | Gelukkige Sophie 2de serie              | 1973        | 1983       | Les Bonheurs de Sophie, 2e série | 7                      |
| 9      | Sophie en de kroon van Quitl Watnlawatl | 1973        | 1983       | La Tiare de Matlotl Halatomatl   | 1                      |
| 10     | Sophie en douanier Schilder             | 1974        | 1984       | Sophie et le Douanier Rousseau   | 3                      |
| 11     | Sophie en de adem van de draak          | 1976        | 1984       | Sophie et le Souffle du dragon   | 4                      |
| 12     | Die dekselse Sophie                     | 1977        |            | Cette sacrée Sophie              | 6                      |
| 13     | Sophie en de vier seizoenen             | 1978        | 1990       | Les Quatre Saisons               | 1                      |
| 14     | Sophie en inspecteur Ceris              | 1979        |            | Sophie et l'Inspecteur Céleste   | 1                      |
| 15     | Sophie en Donald Mac Donald             | 1980        |            | Sophie et Donald Mac Donald      | 1                      |
| 16     | Retro Sophie                            | 1981        |            | Rétro Sophie                     | 5                      |
| 17     | Sophie en Co                            | 1984        |            | Sophie et Cie                    | 6                      |
| 18     | Don Giovanni                            | 1990        |            | Don Giovanni                     | 1                      |
| 19     | De zwerftocht van de U 522              | 1991        |            | L'Odyssée du U 522               | 1                      |
| 20     | Het graf in de grot                     | 1995        |            | Le Tombeau des glyphes           | 1                      |

| Sammelbände                | Sammelbände | Sammelbände | Sammelbände            |
| Titel                      | Erstausgabe | Enthaltene Geschichten | ISBN                   |
| -------------------------- | ----------- | --- | ---------------------- |
| Van Starter naar Sophie    | 2016        | Het ei van Karapolie Starter tegen de brokkenmakers Het huis aan de overkant                                                                      | ISBN 978-90-343-0639-5 |
| De vindingen van Karapolie | 2017        | De bel der stilte Gelukkige Sophies Sophie en het pratende blok                                                                                   | ISBN 978-90-343-0663-0 |
| Zoef is bang!              | 2019        | Sophie en de KA-straal Sophie en het pratende bloks Gelukkige Sophie - 2de Serie                                                                  | ISBN 978-90-343-0768-2 |
| 1972-1978                  | 2016        | La tiare de Matlotl Halatomatl Sophie et le douanier Rousseauk Sophie et le souffle du dragon Cette sacrée Sophie Les quatre saisons Rétro Sophie | ISBN 978-2-8001-6374-1 |
| 1977-1994                  | 2017        | Sophie et l'inspecteur Céleste Sophie et Donald Mac Donald Sophie et Cie Don Giovanni L'odyssée du U 522 Le tombeau des glyphes                   | ISBN 978-2-8001-7027-5 |

## Cameoauftritte

### Sophie in anderen Serien
Sophie erschien in 2 Alben der Comicserie Boule & Bill:
- 1973, Nr. 9: Een hondenleven
- 1991, buiten reeks: Billie is verdwenen

### Andere Figuren in der Comicserie Sophie
- Band 12 In der Geschichte Sophie en de Smurfen trifft sie auf Schlümpfe. Diese haben es mit Edgar Gamel zu tun, einem Nachfahren von Gargamel.
- Band 3 In der Geschichte Calamity Sophie verkleiden sich Sophie und ihre Freunde u. a. als Calamity Jane, Lucky Luke, Billy the Kid oder die Daltons.  Der Künstler Morris hat einen Cameoauftritt.
- In der Geschichte Sophie en inspecteur Ceris tritt Agent 212 auf.